# Conolophus marthae
Conolophus marthae (галапагоська рожева наземна ігуана) є видом ящірок родини ігуанових. Ця ігуана, що перебуває під загрозою зникнення, поширена лише на вулкані Вовк на півночі острова Ізабела Галапагоських островів (Еквадор). Вона має рожеве тіло з деякими темними смугами. Вид був вперше виявлений у 1986 році та ідентифікований як окремий вид, відмінний від галапагоської сухопутної ігуани, на початку 2009 року. Цей вид є єдиним прикладом давньої диверсифікації в роду Conolophus.